# بريان وليامز
بريان وليامز (بالإنجليزية: Bryan Williams)‏ (4 أكتوبر 1927 - ) هو لاعب كرة قدم بريطاني يلعب كلاعب وسط.